# 士麥那 (特拉華州)
士麥那（英語：Smyrna）是一個位於美國特拉華州肯特縣和紐卡斯爾縣的城鎮。

## 地理
士麥那的座標為39°17′59″N 75°36′17″W / 39.29972°N 75.60472°W，而該地的平均海拔高度為10米（即33英尺）。

## 人口
根據2010年美國人口普查的數據，士麥那的面積為16.45平方千米，當中陸地面積為16.25平方千米，而水域面積為0.20平方千米。當地共有人口10023人，而人口密度為每平方千米609人。